# La Cathédrale, de Monet aux pixels
Pour les articles homonymes, voir Cathédrale (homonymie).
 (novembre 2012).
Si vous disposez d'ouvrages ou d'articles de référence ou si vous connaissez des sites web de qualité traitant du thème abordé ici, merci de compléter l'article en donnant les références utiles à sa vérifiabilité et en les liant à la section « Notes et références ».

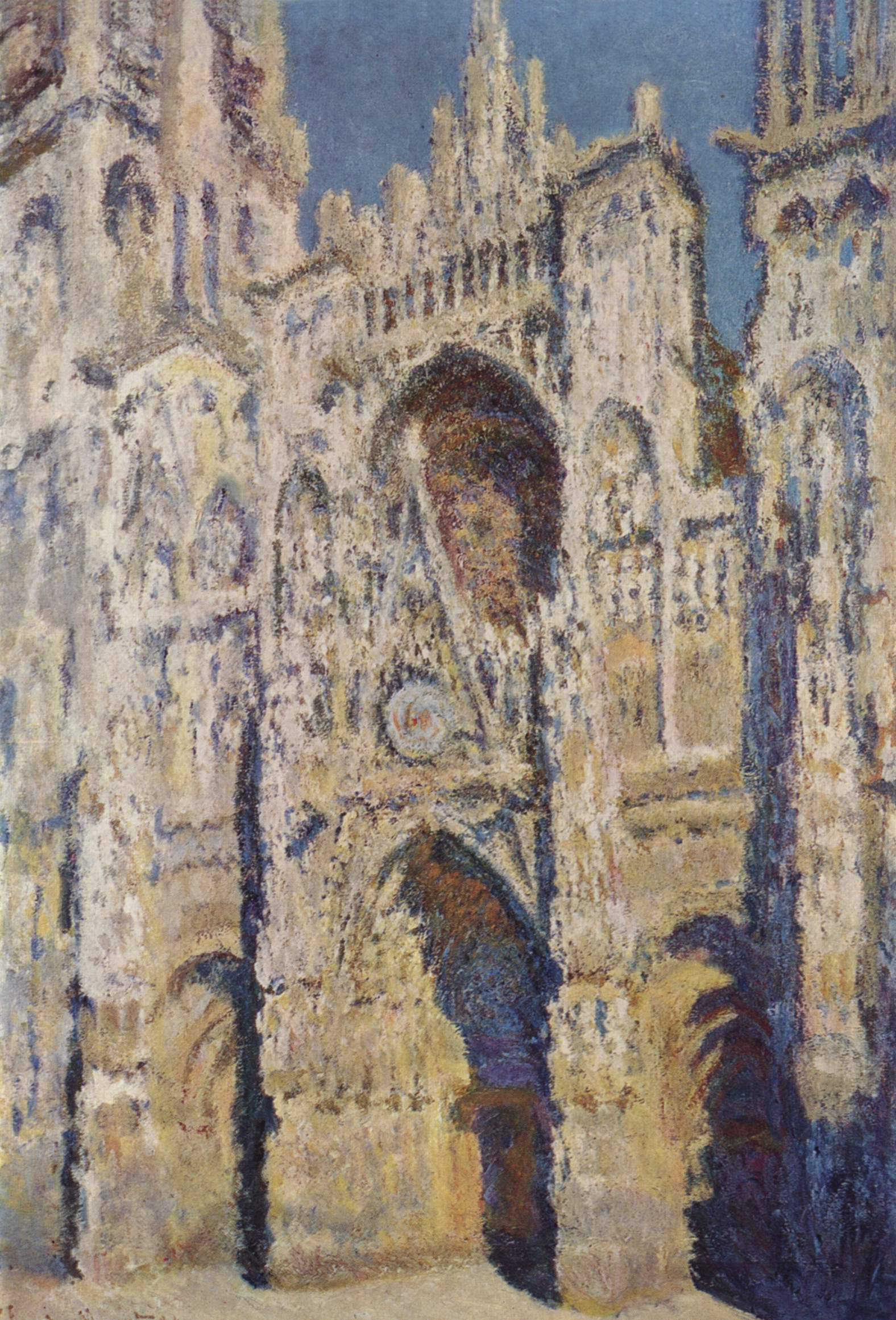
Tableau représentant la cathédrale de Rouen par Claude Monet

La Cathédrale, de Monet aux pixels est un spectacle de lumières gratuit mettant en scène la cathédrale Notre-Dame de Rouen. Créé en 2004, ce spectacle a été conçu et réalisé par Skertzo, une petite société de Paris animée par Hélène Richard et Jean-Michel Quesne. La première vient du cinéma et le second du théâtre. Ils ont révolutionné le traditionnel "son et lumière" en faisant appel aux technologies les plus avancées du numérique et en supprimant les commentaires didactiques pour laisser la place à la musique (la plupart du temps spécialement composée  pour chaque spectacle), à la poésie, à l'onirisme, au rêve. Surnommés souvent du terme "les montreurs de rêves", ces deux artistes ont travaillé non seulement en France mais aussi dans le monde entier. Metteurs en scène de patrimoine et créateurs de spectacles éphémères, on leur doit notamment : la colorisation des cathédrales de Poitiers, Amiens, le spectacle "Rêve de couleurs" de Reims, le parcours "La nuit des Chimères" au Mans, "Rêve de lumières " du château de Chambord", la mise en lumière du château de Pau et la déambulation "La lune avec les dents"... 
Skertzo a également mis en lumières le Mur de Jérusalem, et a participé à la fête des Lumières de Lyon, à Paris, en Italie, au Qatar, Allemagne, Corée... On leur doit aussi l'inauguration du Stade de France en 1998 et autres interventions artistiques.
Le spectacle a lieu tous les étés, du 1er juillet au 31 août vers 23h, lors de la tombée de la nuit. Ce spectacle est composé de quatre projections de chacune 15 minutes.
Lors de ce spectacle, la cathédrale sert d'écran de projection. Les motifs projetés reprennent la série des douze tableaux que Claude Monet réalisa sur la cathédrale à la fin du XIXe siècle. Le spectacle s'inspire également du travail de Roy Lichtenstein.